# Рождественская история (мультфильм, 1982)
«Рождественская история» — австралийский полнометражный анимационный 75-минутный мультфильм 1982 года, снятый для телевидения по мотивам одноимённой повести Чарльза Диккенса.

## Сюжет
Притча о сердитом скряге Эбенезере Скрудже, которому три призрака в рождественскую ночь помогли понять суть Рождества и исправить отношение к жизни.

## Роли озвучивали
- Рон Хэддрик
- Робин Стюарт
- Барбара Фроули
- Шон Хинтон
- Филлип Хинтон
- Лиз Хорн
- Билл Конн
- Дерани Скарр
- Энн Хэдди

## Российский дубляж
- Всеволод Абдулов
- Алексей Булдаков
- Юрий Саранцев
- Валентина Клягина
- Алексей Борзунов
- Сергей Чекан
- Василий Куприянов
- Вадим Курков
- Людмила Ильина
- Ольга Кузнецова
- Марина Тарасова